# Южная группа армий
Южная группа армий (яп. 南方軍 Нампо:-гун) — войсковая группировка императорской армии Японии, ответственная за ведение боевых действий в Юго-Восточной Азии и Юго-Западной части Тихого океана в годы Второй мировой войны. Была сформирована 6 ноября 1941 года, под командованием фельдмаршала Хисаити Тэраути, который приказал атаковать и оккупировать союзные территории и колонии в Юго-Восточной Азии и южной части Тихого океана.

## Боевой путь

### Французский Индокитай
После капитуляции Франции во Второй мировой войне Япония 29 июня 1940 года вынудила вишистов подписать соглашение о запрете провоза грузов в Китай через территорию Французского Индокитая, который служил одним из немногих каналов связи с внешним миром для Китая.
22 сентября 1940 года между Францией и Японией заключено соглашение о размещении японских войск в Северном Индокитае. Японцы получили право базирования и транзита до 6000 военнослужащих. Через день была осуществлена их высадка в Хайфоне. Одновременно было начато выдвижение войск в Индокитай из оккупированной японцами части Южного Китая. 23 сентября вишистская Франция обратилась к правительству Японской империи с протестом против нарушения условий соглашения. Однако уже 26 сентября две японские дивизии завершили размещение на севере Индокитая.
14 июля 1941 года японский посол во Франции приступил к переговорам относительно введения японских войск в южную часть Французского Индокитая. 21 июля власти Французского Индокитая согласились с требованиями Японии. 29 июля состоялась официальная церемония подписания соглашения о совместной обороне между Японией и Французским Индокитаем, и в южную часть Французского Индокитая также вошли японские войска.

### Филиппины
8 декабря 1941 года японские войска начали захват небольших островов к северу от собственно Филпипин, а 22 декабря началось основное вторжение на остров Лусон. 24 декабря генерал Макартур, выполняя довоенный план WPO-3, отвел основную часть войск на полуостров Батаан. Столица Филиппин — Манила была захвачена японскими войсками 2 января 1942 года. До 8 апреля американские и филиппинские войска оборонялись на Батаане, откуда отступили на прикрывавший вход в Манильский залив остров Коррехидор, где и капитулировали 6 мая. К июню 1942 года японцами были захвачены все острова Филиппинского архипелага.

### Таиланд и Бирма
8 декабря 1941 года японские войска с территории Французского Индокитая вошли в Таиланд, и оккупировали эту страну. 21 декабря 1941 года было подписано соглашение о военном союзе между Таиландом и Японией. 25 января 1942 года тайское правительство объявило войну США и Великобритании.
16 декабря японский батальон, пройдя по горным тропам через перешеек Кра, достиг аэродрома Виктория-пойнт в Британской Бирме. 20 января 1942 года японцы захватили город Тавой, а 31 января — Моулмейн. Днём 8 марта 1942 года передовые японские подразделения вошли в покинутый, практически безлюдный Рангун. Англичане отступили на север, где им на помощь пришли китайские войска. К концу мая 1942 года японцы вытеснили британские и китайские войска из Бирмы.
21 декабря 1942 года британцы предприняли небольшое по масштабам наступление в прибрежной бирманской провинции Аракан. Наступавшие войска были остановлены на хорошо укреплённых японских позициях, и после нескольких попыток прорыва этих позиций, в апреле 1943 года, понеся большие потери, отступили к индийской границе.
27 марта 1943 года японские войска в Бирме были выделены в отдельный Бирманский фронт.
В марте 1944 года японская 15-я армия в составе трёх японских дивизий и частей Индийской национальной армии начали наступление на крупный индийский город Импхал.
В конце апреля 1944 года в Бирму вступили китайские войска, которые начали постепенно теснить японцев на юг.
В конце июня 1944 года японские войска были вынуждены отступить с территории Индии. С августа по ноябрь британские войска, преследуя японцев, продвинулись на территории Бирмы до реки Чиндуин. В 1945 году войска Союзников продолжили наступление на юг, и 2 мая вошли в Рангун. Остатки японских войск в Бирме были ликвидированы к июлю 1945 года.

### Малайя и Сингапур
Уже 8 декабря 1941 года японские войска начали высадку в северной части Малаккского полуострова, а 10 декабря к ним присоединились войска, прошедшие сухопутным путём по территории Таиланда. Продвигаясь одновременно вдоль обоих побережий полуострова, они за 54 дня захватили Малайю. Быстрый разгром британских войск не позволил британскому командованию подвезти в Сингапур дополнительные силы, для создания мощной обороны города. Британским и австралийским войскам удалось продержаться в Сингапуре всего 15 дней, и к 15 февраля они капитулировали.

### Голландская Ост-Индия
В конце 1941 года японские войска заняли Бруней и Северное Борнео. В январе 1942 года японские десанты захватили основные опорные пункты по обоим берегам Макассарского пролива, а в начале февраля высадились на острове Амбон. Вечером 28 февраля началась высадка японских войск на острове Ява, а уже 3 марта гарнизон острова капитулировал.

### Юго-запад Тихого Океана
В январе 1942 года японскими войсками был захвачен Рабаул, а в марте-апреле продвинулись дальше на юго-восток по Соломоновым островам. В июле американские войска высадились на острове Гуадалканал, а японские - в Папуа, и завязались ожесточённые сражения. Постепенно войскам Союзников удалось переломить ход событий, и они начали наступление на северо-запад. Летом 1943 года был нейтрализован Рабаул, а к концу сентября 1944 года японские войска оставили Папуа.
В октябре 1944 года началась высадка американских войск на Филиппинах, где японские войска оказали им ожесточённое сопротивление, продолжавшееся до конца войны.
В мае-июле 1945 года американские и австралийские войска освободили от японцев Северное Борнео.

## Список командного состава

### Командующие
|   | Имя                         | С             | По              |
| - | --------------------------- | ------------- | --------------- |
| 1 | Фельдмаршал Хисаити Тэраути | 6 ноября 1941 | 31 августа 1945 |

### Начальники штаба
|   | Имя                                | С               | По              |
| - | ---------------------------------- | --------------- | --------------- |
| 1 | Генерал-лейтенант Осаму Цукада     | 6 ноября 1941   | 1 июля 1942     |
| 2 | Генерал-лейтенант Сигэнори Курода  | 1 июля 1942     | 19 мая 1943     |
| 3 | Генерал-лейтенант Норицунэ Симидзу | 19 мая 1943     | 22 марта 1944   |
| 4 | Генерал-лейтенант Дзё Иимура       | 22 марта 1944   | 26 декабря 1944 |
| 5 | Генерал-лейтенант Такадзо Нумата   | 26 декабря 1944 | 31 августа 1945 |